# Mistrovství Evropy v judu 2013
Mistrovství Evropy se konalo v Papp László Budapest Sportaréna v Budapešti, Maďarsko ve dnech 25.-27. dubna 2013.
Po skončení bojů v jednotlivých váhových kategoriích turnaj pokračoval mistrovstvím Evropy týmů.

## Program
- ČTV - 25.04.2013 - superlehká váha (−60 kg, −48 kg) a pololehká váha (−66 kg, −52 kg) a lehká váha (−57 kg)
- PAT - 26.04.2013 - lehká váha (−73 kg) a polostřední váha (−81 kg, −63 kg) a střední váha (−70 kg)
- SOB - 27.04.2013 - střední váha (−90 kg) a polotěžká váha (−100 kg, −78 kg) a těžká váha (+100 kg, +78 kg)

## Česká stopa
podrobně zde
- -60 kg - Pavel Petřikov (JC Hradec Králové)
- -60 kg - David Pulkrábek (JC Plzeň)
- -81 kg - Jaromír Musil (Sokol Praha Vršovice)
- -81 kg - Jaromír Ježek (Sokol Praha Vršovice)
- -90 kg - Alexandr Jurečka (JC Havířov)
- -100 kg - Lukáš Krpálek (USK Praha)
- -100 kg - Michal Horák (USK Praha)

## Výsledky

### Muži
| Kategorie | Zlato                     | Stříbro                    | Bronz                    | Bronz                          |
| --------- | ------------------------- | -------------------------- | ------------------------ | ------------------------------ |
| −60 kg    | Amiran Papinašvili (GEO)  | Ludovic Chammartin (SUI)   | Tommy Aršansky (ISR)     | Ashley McKenzie (GBR)          |
| −66 kg    | Laša Šavdatuašvili (GEO)  | Kamal Chanmagomedov (RUS)  | David Larose (FRA)       | Dimitri Dragin (FRA)           |
| −73 kg    | Rok Drakšič (SLO)         | Nugzar Tatalašvili (GEO)   | Pierre Duprat (FRA)      | Zebeda Rechviašvili (GEO)      |
| −81 kg    | Avtandil Črikišvili (GEO) | Tomislav Marijanović (CRO) | Joachim Bottieau (BEL)   | Loïc Pietri (FRA)              |
| −90 kg    | Kirill Děnisov (RUS)      | Varlam Lipartelijani (GEO) | Karolis Bauža (LTU)      | Kirill Voprosov (RUS)          |
| −100 kg   | Lukáš Krpálek (CZE)       | Henk Grol (NED)            | Jevgenij Borodavko (LAT) | Cyrille Maret (FRA)            |
| +100 kg   | Teddy Riner (FRA)         | Adam Okruašvili (GEO)      | Barna Bor (HUN)          | Jean-Sébastien Bonvoisin (FRA) |

### Ženy
| Kategorie | Zlato                        | Stříbro                     | Bronz                      | Bronz                         |
| --------- | ---------------------------- | --------------------------- | -------------------------- | ----------------------------- |
| −48 kg    | Éva Csernoviczká (HUN)       | Charline Van Snicková (BEL) | Laëtitia Payetová (FRA)    | Ebru Şahinová (TUR)           |
| −52 kg    | Natalja Kuzjutinová (RUS)    | Andreea Chițuová (ROU)      | Laura Gómezová (ESP)       | Majlinda Kelmendiová (IJF)    |
| −57 kg    | Automne Paviaová (FRA)       | Sabrina Filzmoserová (AUT)  | Irina Zabludinová (RUS)    | Telma Monteirová (POR)        |
| −63 kg    | Clarisse Agbegnenouová (FRA) | Marta Labazinová (RUS)      | Jarden Džerbiová (ISR)     | Tina Trstenjaková (SLO)       |
| −70 kg    | Kim Pollingová (NED)         | Linda Bolderová (NED)       | Bernadette Grafová (AUT)   | Laura Vargasová Kochová (GER) |
| −78 kg    | Lucie Louetteová (FRA)       | Anamari Velenšeková (SLO)   | Abigél Joóová (HUN)        | Marhinde Verkerková (NED)     |
| +78 kg    | Lucija Polavderová (SLO)     | Emilie Andéolová (FRA)      | Belkıs Zehra Kayaová (TUR) | Iryna Kindzerská (UKR)        |

## Novinky v pravidlech
- Každá země může postavit maximálně 18 sportovců (9 mužů a 9 žen) v jednotlivých váhových kategoriích, ne však více než dva v jedné kategorii.
- Napomínání se již neboduje resp. nejsou trestné body za napomínání.
- Za vyrovnaného bodového zisku po uplynutí normální hrací doby (5 min) vyhrává ten, kdo má méně napomínání. Pokud i tuto statistiku mají judisté vyrovnanou, následuje prodloužení.
- V prodloužení se bojuje do doby, než některý z judistu boduje nebo  napomínán.
- Zrušeny praporky rozhodčích.
- Snížení počtu rozhodčích. Zápas rozhoduje jeden rozhodčí na tatami, kterého při nepřehledných situacích opravuje rozhodčí u videa.